# Macroteleia secreta
Macroteleia secreta är en stekelart som beskrevs av Muesebeck 1977. Macroteleia secreta ingår i släktet Macroteleia och familjen Scelionidae. Inga underarter finns listade i Catalogue of Life.